# Данилов, Николай Фёдорович
Никола́й Фёдорович Дани́лов (1915, дер. Леушино, Псковская губерния — 25 июля 1941, Мурманская область) — участник Великой Отечественной войны, Герой Советского Союза (посмертно, 1943).
В годы Великой Отечественной войны: политрук мотострелковой роты 163-го отдельного разведывательного батальона 104-й горнострелковой дивизии (42-й стрелковый корпус, 14-я армия, Северный фронт), заместитель политрука.

## Биография
Родился в 1915 году в дер. Леушино (ныне — Новоржевского района Псковской области) в семье крестьянина. Русский.
Окончил среднюю школу. Работал в колхозе, на стройках Карелии и Мурманской области.
В Красной Армии с 1937 года. Участник советско-финляндской войны 1939—1940. Участвовал в штурме линии Маннергейма. За воинскую доблесть награждён Орденом Красного Знамени, который ему вручил Михаил Калинин. После войны остался на сверхсрочную воинскую службу.
С 1941 года — на фронтах Великой Отечественной войны. Кандидат в члены КПСС. Воевал заместителем политрука на Кандалакшском направлении в составе мотострелковой роты 163-го отдельного разведывательного батальона. 10 июля 1941 года, заменив командира, получившего тяжёлое ранение, возглавил около высоты Полукваара заградительный отряд против врага, пытавшегося при поддержке танков и авиации зайти в тыл дивизии. 7 раз поднимал бойцов в контратаки. Уничтожил свыше 30 солдат и офицеров. Все попытки противника прорваться в глубину нашей обороны были отбиты.
25 июля 1941 года в рукопашной схватке погиб. Был похоронен своими сослуживцами на северной опушке урочища Ненепало.
Указом Президиума Верховного Совета СССР «О присвоении звания Героя Советского Союза начальствующему и рядовому составу Красной Армии» от 22 февраля 1943 года за «образцовое выполнение боевых заданий Командования на фронте борьбы с немецкими захватчиками и проявленными при этом отвагу и геройство» удостоен посмертно звания Героя Советского Союза.
В 1960 году останки Героя были перезахоронены в братской могиле посёлка Алакуртти Кандалакшского района.

## Награды
- Герой Советского Союза (22 февраля 1943 года, медаль «Золотая Звезда»)[9];
- орден Ленина (22 февраля 1943 года)[9];
- орден Красного Знамени (21 марта 1940)Информация из учётной карточки награждённого в электронном банке документов «Подвиг народа»..

## Память
- Именем Николая Фёдоровича Данилова названы улицы в Кандалакше и в пос. Алакуртти (Мурманская область).
- Именем Героя были названы теплоход Министерства рыбного хозяйства и электровоз депо станции Кандалакша.